# Márton Esterházy
Pour les articles homonymes, voir Esterházy.
Márton Esterházy, né le 9 avril 1956 à Budapest, en Hongrie, est un footballeur international hongrois. Il a été sélectionné pour jouer la Coupe du monde de football de 1986 au Mexique. Il a gagné plusieurs titres de champion de Hongrie avec le Budapest Honvéd. Il est le frère de l’écrivain Péter Esterházy et un  descendant de la célèbre famille des comtes Esterházy de Galánta. Après sa carrière de footballeur, il est devenu écrivain.

## Carrière
Márton Esterházy naît le 9 avril 1956 à Budapest, en Hongrie. Il est issu de la famille des comtes Esterházy de Galánta; son frère Péter Esterházy, né en 1950, est devenu écrivain. 
Márton Esterházy commence sa carrière de footballeur en 1976 avec le III. Kerületi TUE. En 1976, il est transféré au Budafoki LC, qu’il quitte après une saison pour le Ferencváros TC. En 1979, il rejoint le Budapest Honvéd, où il reste jusqu’en 1984 et avec qui il remporte deux titres de champion de Hongrie. 
Il rejoint alors l'AEK Athènes, en Grèce. En 1986, il participe à la Coupe du monde. L’année suivante, il quitte l’AEK pour rejoindre le Panathinaïkos. En 1988, il quitte la Grèce pour l’Autriche et s’engage avec l’Austria Salzbourg. La même année, il rejoint la Suisse et le CS Chênois. Il ne reste qu’une saison dans le canton de Genève, avant de se lier avec le FC Bulle, où il retrouve son compatriote Béla Bodonyi. 
Il met un terme à sa carrière en 1992, après avoir participé à la promotion du club en Ligue nationale A. Il compte vingt-deux sélections et onze buts en équipe nationale de Hongrie. Il devient alors écrivain.

## Palmarès
- Champion de Hongrie en 1980 et 1984  avec le Budapest Honvéd
- Promotion en Ligue nationale A en 1992 avec le FC Bulle

### Buts en équipe nationale
|     | Date              | Lieu                                           | Adversaire          | Score | Résultat | Compétition                               |
| 1.  | 4 avril 1984      | Stade BJK İnönü, Istanbul (Turquie)            | Turquie             | 4-0   | 6-0      | Match amical                              |
| 2.  | 4 avril 1984      | Stade BJK İnönü, Istanbul (Turquie)            | Turquie             | 6-0   | 6-0      | Match amical                              |
| 3.  | 22 août 1984      | Népstadion, Budapest (Hongrie)                 | Suisse              | 1-0   | 3-0      | Match amical                              |
| 4.  | 22 août 1984      | Népstadion, Budapest (Hongrie)                 | Suisse              | 2-0   | 3-0      | Match amical                              |
| 5.  | 26 septembre 1984 | Népstadion, Budapest (Hongrie)                 | Autriche            | 2-1   | 3-1      | Qualification à la Coupe du monde de 1986 |
| 6.  | 17 octobre 1984   | Feijenoord Stadion, Rotterdam (Pays-Bas)       | Pays-Bas            | 2-1   | 2-1      | Qualification à la Coupe du monde de 1986 |
| 7.  | 16 octobre 1985   | Ninian Park, Cardiff (Pays de Galles)          | Pays de Galles      | 1-0   | 3-0      | Match amical                              |
| 8.  | 30 janvier 1986   | Khalifa International Stadium, Doha, Qatar     | Sélection asiatique | 2-0   | 3-0      | Match amical                              |
| 9.  | 30 janvier 1986   | Khalifa International Stadium, Doha, Qatar     | Sélection asiatique | 3-0   | 3-0      | Match amical                              |
| 10. | 16 mars 1986      | Népstadion, Budapest (Hongrie)                 | Brésil              | 3-0   | 3-0      | Match amical                              |
| 11. | 6 juin 1986       | Estadio Sergio León Chávez, Irapuato (Mexique) | Canada              | 1-0   | 2-0      | Coupe du monde de 1986                    |